# Sina Reisch

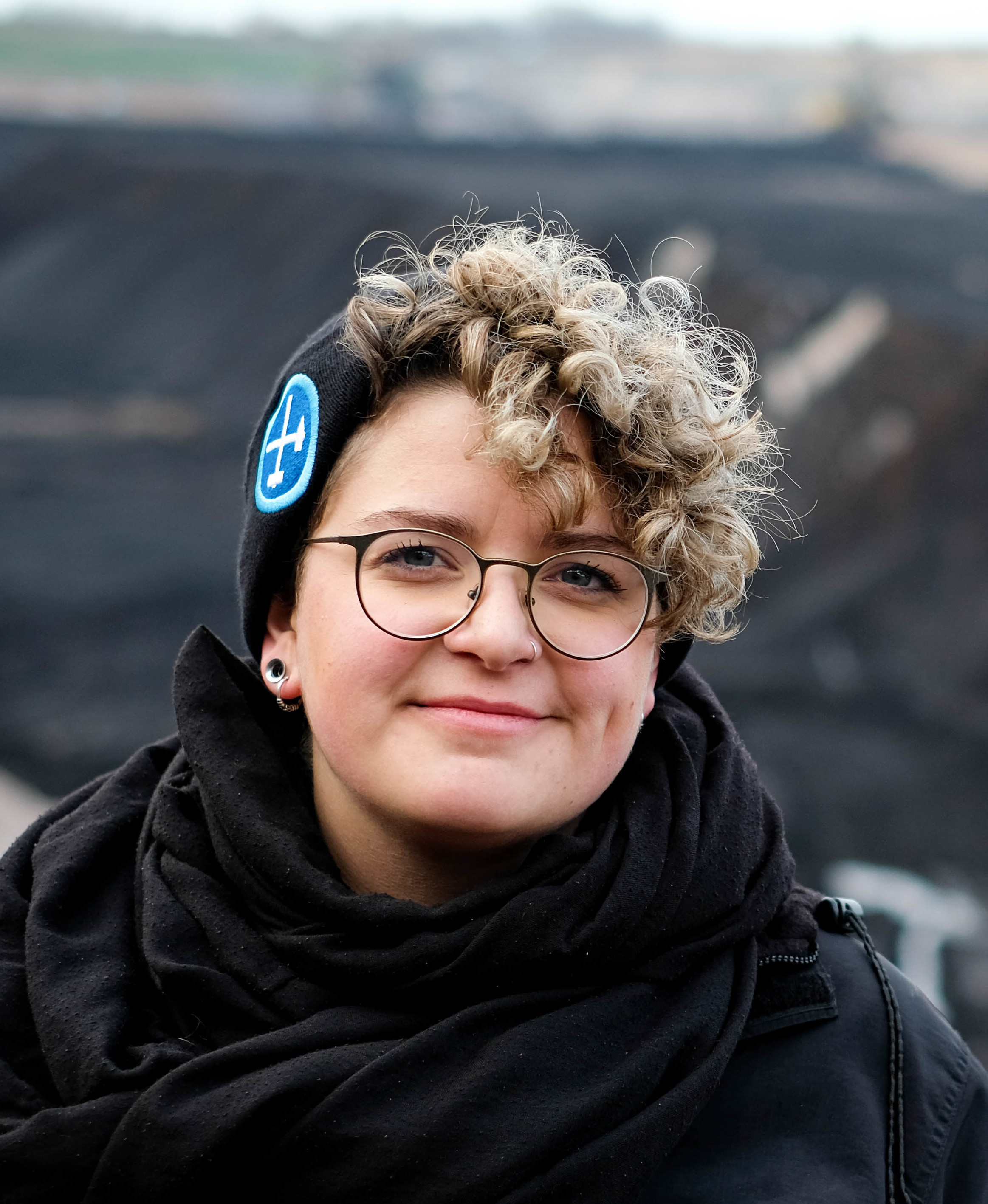
Sina Reisch 2019 am Tagebau Vereinigtes Schleenhain

Sina Reisch (* 18. Oktober 1994 in Ulm) ist eine deutsche Klimagerechtigkeitsaktivistin und Podcasterin. 2019–2022 war sie eine der Pressesprecherinnen von Ende Gelände.

## Leben
Reisch studierte bis 2020 Wirtschafts-, Politik- und Südostasienwissenschaften an der Universität Passau. Bevor sie in der Klimabewegung aktiv wurde, war sie nach eigenen Angaben in einem linken Zentrum aktiv und engagierte sich in der Flüchtlingshilfe.

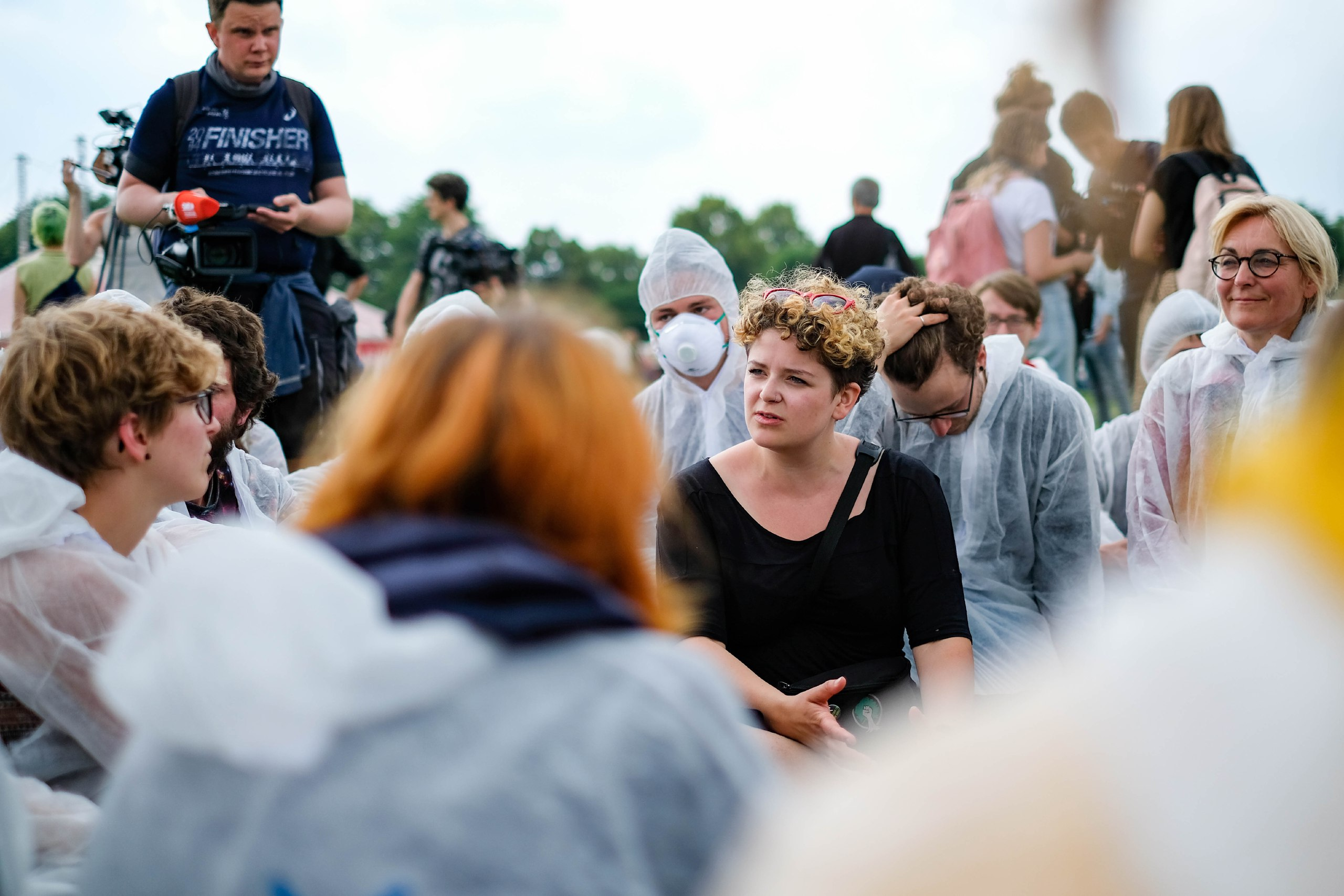
„Aktionstraining“ von Ende Gelände 2019 am Tagebau Garzweiler

Bei der Klimaschutzbewegung Ende Gelände setzt sie sich seit 2017 mit dem Mittel des zivilen Ungehorsams für Klimagerechtigkeit durch sozialen und wirtschaftlichen Wandel ein und war dort von Ende 2018 bis 2022 Pressesprecherin.
Seit September 2023 hostet sie mit Indigo Drau den Podcast „Geschichte der kommenden Welten“. Zur Europawahl 2024 ist sie Erstunterzeichnerin der Kampagne Wir wählen links.

## Positionen
Um das Problem der globalen Erwärmung „an der Wurzel an[zu]packen“, ist es nach Ansicht Reischs erforderlich, „ressourcengerecht zu wirtschaften statt wachstumsfokussiert“. Der deutsche Kohleausstieg sei mit Rücksicht auf die betroffenen wirtschaftlichen Interessen so gestaltet worden, dass die dafür bereits verplanten Profite noch erzielt werden können. An Stelle dieser Erwägungen müssten demokratische Entscheidungen im Umgang mit fossilen Ressourcen treten, die die Interessen der vom Klimawandel betroffenen Menschen berücksichtigen.
Klimaschutz müsse „antirassistisch, antifaschistisch und feministisch sein“ und „verstehen, dass der Ursprung des Klimazusammenbruchs im Kapitalismus liegt“. Reisch sieht sich „bereit, rechtliche Grenzen zu überschreiten, wenn es sich dabei um Gesetze handelt, die eine Unrechtssituation verstärken.“
2024 veröffentlichte das Konzeptwerk Neue Ökonomie eine Studie von Sina Reisch und Lasse Thiele (FU Berlin), die die Ausgliederung des Braunkohlegeschäfts der EPH-Tochtergesellschaften LEAG und MIBRAG in eigene Körperschaften problematisiert. Nach Ansicht der Autoren liege der Verdacht nahe, dass so eine Strategie der beabsichtigten Insolvenz verfolgt werde, womit deren absehbare Kosten mehrheitlich durch die Allgemeinheit getragen würden.